# Чемпионат России по плаванию 2013
Открытый чемпионат России по плаванию 2013 года прошёл с 16 по 20 июня в СК «Олимпийский», Москва.
По словам президента Всероссийской федерации плавания Владимира Сальникова, на чемпионате не было жёсткой конкуренции и высоких результатов, так как турнир не носил характер отборочного — команды на Универсиаду и чемпионат мира были сформированы на финале Кубка России, прошедшем в апреле.

## Призёры

### Мужчины
| Дистанция                         | Золото | Золото   | Серебро | Серебро  | Бронза | Бронза   |
| --------------------------------- | --- | -------- | --- | -------- | --- | -------- |
| 50 м вольным стилем               | Андрей Гречин Алтайский край                                                                                            | 22.13    | Сергей Фесиков ЯНАО — Пензенская область                                                                                          | 22.52    | Олег Тихобаев Санкт-Петербург                                                                                                   | 22.60    |
| 100 м вольным стилем              | Андрей Гречин Санкт-Петербург — Алтайский край                                                                          | 48.77    | Данила Изотов Краснодарский край                                                                                                  | 49.17    | Сергей Фесиков ЯНАО — Пензенская область                                                                                        | 49.28    |
| 200 м вольным стилем              | Данила Изотов Краснодарский край                                                                                        | 1:48.07  | Вячеслав Андрусенко Санкт-Петербург                                                                                               | 1:49.02  | Дмитрий Ермаков Москва | 1:49.26  |
| 400 м вольным стилем              | Евгений Куликов Москва                                                                                                  | 3:52.27  | Михаил Полищук Москва | 3:52.38  | Дмитрий Ермаков Москва | 3:53.96  |
| 800 м вольным стилем              | Евгений Куликов Москва                                                                                                  | 8:06.61  | Евгений Елисеев Москва | 8:09.84  | Даниил Смирнов Волгоградская область                                                                                            | 8:10.76  |
| 1500 м вольным стилем             | Евгений Куликов Москва                                                                                                  | 15:29.60 | Алексей Солпековский Псковская область                                                                                            | 15:32.37 | Евгений Елисеев Москва | 15:35.39 |
|                                   | |          | |          | |          |
| 50 м на спине                     | Сергей Фесиков ЯНАО — Пензенская область                                                                                | 25.04    | Антон Бутымов Саратовская область                                                                                                 | 25.38    | Никита Ульянов ХМАО-Югра | 25.77    |
| 100 м на спине                    | Антон Бутымов Саратовская область                                                                                       | 54.28    | Антон Анчин Башкортостан | 55.32    | Артём Дубовской Ростовская область                                                                                              | 55.40    |
| 200 м на спине                    | Антон Анчин Башкортостан                                                                                                | 1:58.16  | Артём Дубовской Ростовская область                                                                                                | 2:01.57  | Дмитрий Мальцев Москва | 2:01.77  |
|                                   | |          | |          | |          |
| 50 м брассом                      | Андрей Николаев Санкт-Петербург                                                                                         | 27.93    | Олег Утехин Пензенская область | 28.21    | Антон Агешкин Омская область | 28.26    |
| 100 м брассом                     | Максим Щербаков Московская область                                                                                      | 1:00.64  | Вячеслав Синькевич Волгоградская область                                                                                          | 1:01.29  | Андрей Николаев Санкт-Петербург                                                                                                 | 1:01.63  |
| 200 м брассом                     | Вячеслав Синькевич Волгоградская область                                                                                | 2:10.76  | Григорий Фалько Москва | 2:12.23  | Марат Амалтдинов Москва | 2:13.41  |
|                                   | |          | |          | |          |
| 50 м баттерфляем                  | Никита Коновалов Волгоградская область                                                                                  | 23.49    | Евгений Коптелов Волгоградская область                                                                                            | 23.84    | Николай Скворцов Калужская область                                                                                              | 23.90    |
| 100 м баттерфляем                 | Никита Коновалов Волгоградская область                                                                                  | 52.37    | Вячеслав Прудников Санкт-Петербург                                                                                                | 52.56    | Николай Скворцов Калужская область                                                                                              | 52.73    |
| 200 м баттерфляем                 | Николай Скворцов Калужская область                                                                                      | 1:57.30  | Богдан Ионов Москва | 2:00.12  | Игорь Ахлюстин Коми | 2:00.19  |
|                                   | |          | |          | |          |
| 200 м комплексное плавание        | Александр Тихонов Москва                                                                                                | 2:00.73  | Иван Трофимов Пензенская область                                                                                                  | 2:01.96  | Дмитрий Горбунов Пензенская область                                                                                             | 2:01.99  |
| 400 м комплексное плавание        | Александр Тихонов Москва                                                                                                | 4:19.52  | Иван Трофимов Пензенская область                                                                                                  | 4:21.62  | Сергей Стрельников Волгоградская область                                                                                        | 4:22.58  |
|                                   | |          | |          | |          |
| 4 х 100 м эстафета вольным стилем | Санкт-Петербург Олег Тихобаев (50.13) Александр Андреев (50.32) Евгений Айзетуллов (50.36) Вячеслав Андрусенко (49.70)  | 3:20.51  | Красноярский край Алексей Степанов (50.29) Виктор Кондратьев (50.92) Вячеслав Щукин (49.88) Андрей Арбузов (49.95)                | 3:21.07  | Москва Артём Лобузов (50.74) Михаил Полищук (50.16) Дмитрий Ермаков (50.12) Александр Тихонов (50.27)                           | 3:21.29  |
| 4 х 200 м эстафета вольным стилем | Москва Дмитрий Ермаков (1:50.54) Павел Медвецкий (1:50.56) Михаил Полищук (1:49.95) Артём Лобузов (1:49.57)             | 7:20.72  | Санкт-Петербург Евгений Айзетуллов (1:51.23) Александр Фёдоров (1:51.27) Александр Попков (1:52.92) Вячеслав Андрусенко (1:49.57) | 7:26.01  | Волгоградская область Дмитрий Боканхель (1:51.97) Михаил Украинский (1:51.69) Евгений Королюк (1:53.56) Андрей Ушаков (1:50.66) | 7:27.88  |
| 4 х 100 м комплексная эстафета    | Санкт-Петербург Павел Чесноков (57.04) Андрей Николаев (1:01.65) Вячеслав Прудников (51.97) Вячеслав Андрусенко (48.84) | 3:39.50  | Москва Дмитрий Мальцев (56.12) Григорий Фалько (1:01.20) Богдан Ионов (54.02) Михаил Полищук (49.93)                              | 3:41.27  | Узбекистан · Даниил Букин (57.82) · Владислав Мустафин (1:03.75) · Алексей Дерлюгов (54.98) · Хуршид Турсунов (49.94)           | 3:46.49  |

### Женщины
| Дистанция                         | Золото | Золото   | Серебро | Серебро  | Бронза | Бронза   |
| --------------------------------- | --- | -------- | --- | -------- | --- | -------- |
| 50 м вольным стилем               | Елизавета Базарова Белгородская область                                                                                | 25.12    | Светлана Княгинина Санкт-Петербург                                                                                         | 25.20    | Мария Резникова Москва | 25.43    |
| 100 м вольным стилем              | Вероника Попова Санкт-Петербург                                                                                        | 54.69    | Мария Резникова Москва | 55.62    | Маргарита Нестерова Белгородская область                                                                                     | 55.93    |
| 200 м вольным стилем              | Виктория Андреева Санкт-Петербург                                                                                      | 1:58.88  | Вероника Попова Санкт-Петербург                                                                                            | 1:58.95  | Дарья Белякина Московская область                                                                                            | 2:00.36  |
| 400 м вольным стилем              | Елена Соколова Москва                                                                                                  | 4:12.88  | Ксения Юськова Москва | 4:13.20  | Дарья Белякина Московская область                                                                                            | 4:15.04  |
| 800 м вольным стилем              | Алёна Кудряшова Москва                                                                                                 | 8:56.83  | Екатерина Баклакова Пермский край                                                                                          | 9:02.63  | Айгуль Сагирова Татарстан | 9:06.51  |
| 1500 м вольным стилем             | Алёна Кудряшова Москва                                                                                                 | 17:05.35 | Кристина Новиченко Томская область                                                                                         | 17:47.94 | Марьяна Петрова Московская область                                                                                           | 17:48.70 |
|                                   | |          | |          | |          |
| 50 м на спине                     | Дарья Устинова Свердловская область                                                                                    | 28.77    | Мария Громова Москва | 28.90    | Александра Папуша Московская область                                                                                         | 29.28    |
| 100 м на спине                    | Мария Громова Москва                                                                                                   | 1:01.73  | Дарья Устинова Свердловская область                                                                                        | 1:02.01  | Александра Папуша Московская область                                                                                         | 1:02.29  |
| 200 м на спине                    | Дарья Устинова Свердловская область                                                                                    | 2:09.22  | Мария Громова Москва | 2:12.02  | Александра Папуша Московская область                                                                                         | 1:13.26  |
|                                   | |          | |          | |          |
| 50 м брассом                      | Анастасия Чаун МоскваВалентина Артемьева Новосибирская область                                                         | 31.50    | — | —        | Анна Белоусова Свердловская область                                                                                          | 31.87    |
| 100 м брассом                     | Анастасия Чаун Москва                                                                                                  | 1:07.98  | Анна Белоусова Свердловская областьИрина Новикова Москва                                                                   | 1:09.43  | — | —        |
| 200 м брассом                     | Ирина Новикова Москва                                                                                                  | 2:26.83  | Виталина Симонова Новосибирская область                                                                                    | 2:27.41  | Мария Второва Москва | 2:29.63  |
|                                   | |          | |          | |          |
| 50 м баттерфляем                  | Светлана Чимрова Москва                                                                                                | 26.45    | Дарья Цветкова Алтайский край                                                                                              | 26.66    | Надежда Коба · Украина | 27.02    |
| 100 м баттерфляем                 | Светлана Чимрова Москва                                                                                                | 28.55 NR | Дарья Цветкова Алтайский край                                                                                              | 29.91    | Анна Полякова Санкт-Петербург                                                                                                | 1:00.59  |
| 200 м баттерфляем                 | Яна Мартынова Татарстан                                                                                                | 2:11.73  | Мария Арсеньева Самарская область                                                                                          | 2:13.59  | Светлана Чимрова Москва | 2:14.35  |
|                                   | |          | |          | |          |
| 200 м комплексное плавание        | Виктория Андреева Санкт-Петербург                                                                                      | 2:14.42  | Вероника Попова Санкт-Петербург                                                                                            | 2:14.90  | Кристина Кочеткова Пензенская область                                                                                        | 2:18.61  |
| 400 м комплексное плавание        | Юлия Ларина Пензенская область                                                                                         | 4:46.40  | Кристина Кочеткова Пензенская область                                                                                      | 4:50.42  | Наталья Винокуренкова Сахалинская область                                                                                    | 4:54.70  |
|                                   | |          | |          | |          |
| 4 х 100 м эстафета вольным стилем | Санкт-Петербург Виктория Андреева (55.59) Дарья С. Устинова (56.28) Светлана Княгинина (57:16) Вероника Попова (55.02) | 3:44.05  | Москва Ксения Юськова (56.94) Екатерина Кудинова (56.99) Елена Соколова (55.43) Мария Резникова (56.16)                    | 3:45.52  | Московская область Виктория Малютина (57.23) Мария Куделькина (57.31) Валерия Колотушкина (55.51) Ольга Ключникова (56.40)   | 3:46.45  |
| 4 х 200 м эстафета вольным стилем | Москва Кристина Пухова (2:04.10) Мария Резникова (2:07.47) Елена Соколова (2:00.76) Ксения Юськова (2:01.56)           | 8:13.89  | Санкт-Петербург Анна Зайцева (2:04.87) Вероника Попова (2:03.02) Ирина Шваева (2:07.18) Виктория Андреева (1:58.92)        | 8:13.99  | Московская область Анна Этина (2:08.05) Анастасия Щербакова (2:06.42) Ирина Назарова (2:06.39) Дарья Белякина (2:00.62)      | 8:21.48  |
| 4 х 100 м комплексная эстафета    | Москва Александра Папуша (1:01.48) Анастасия Чаун (1:08.57) Светлана Чимрова (58.80) Мария Резникова (55.89)           | 4:04.74  | Свердловская область Дарья К. Устинова (1:01.62) Анна Белоусова (1:08.76) Алина Кашинская (1:00.84) Полина Лапшина (55.85) | 4:07.07  | Пензенская область Юлия Ларина (1:03.20) Кристина Кочеткова (1:11.17) Валерия Колотушкина (1:02.21) Ольга Ключникова (57.03) | 4:13.861 |